# 受膏

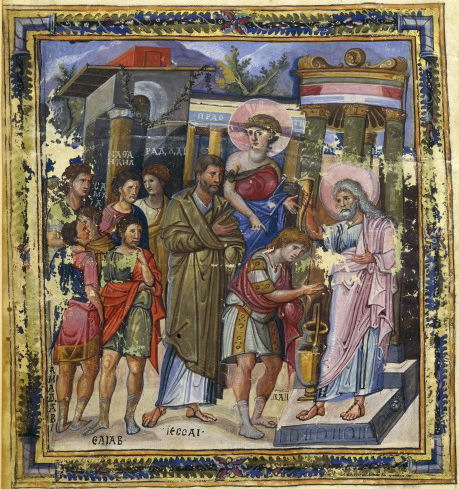
大卫受膏

受膏（亦稱傅油、塗油）是用芳香的油、奶、水或其他物体，倾倒或涂抹，为许多宗教和种族所采用。人和事物受膏，标志其引入了神力或神灵，也可被视为使人或事物摆脱魔鬼（波斯语 drug，希腊语 κηρες, 亚美尼亚语dev）影响的一种精神方式。常用於王公的即位（古印度的灌頂），或祈禱病患康復（天主教的病人傅油聖事）等。

## 希伯来圣经
在希伯来人中，受膏的行动代表圣别的用途：因此需要受膏的包括大祭司（出埃及记 29:29；利未记 4:3）和神圣的器皿 （出埃及记 30:26）。 

### 药用
橄榄油也被用于药用，治病或疗伤（诗篇 109:18；以赛亚书 1:6）。
“用油抹盾牌”（Isaiah 21:5）是一种习惯，将油敷在盾牌的皮革上，使之柔软，适于在战争中使用。

### 以色列祭司和国王
大祭司和国王也被称为“受膏者”（利未记 4:3–5，4:16；6:20；诗篇 132:10)。先知也受膏(列王纪上 19:16；历代志上 16:22；诗篇 105:15）。
君王受膏相当于戴上王冠；事实上，在以色列王冠并非必须（撒母耳记上 16:13；撒母耳记下 2:4）。因此大卫由先知撒母耳所膏，成为国王：
撒母耳就拿起盛膏油的角，在他诸兄中膏了他；从那日起，耶和华的灵就大大感動大卫。于是撒母耳起身往拉玛去了。—撒母耳记上 16:13。

### 異族國王
耶和華曾命令以利亞去膏哈薛作異族亞蘭的王（列王紀上19:15），而此任務後來由以利亞的後繼人以利沙完成（列王紀下8:13）。

## 基督教福音

### 弥赛亚

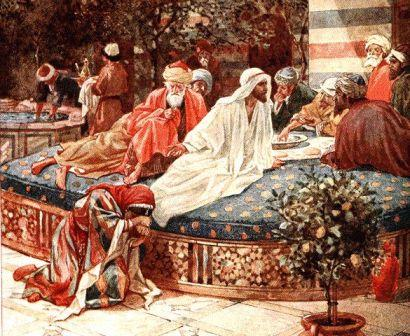
耶稣受膏

与犹太教观点不同，基督徒相信诗篇 2:2、但以理书 9:25–26等处圣经章节所提到的“受膏者”是应许的弥赛亚。根据希伯来圣经的记载，只要某人用特别的圣膏油，以出埃及记 30:22–25中描绘的仪式受膏，神的灵降在身上，使其获得资格完成神的使命。由于耶稣从未以这种方式受膏，基督徒对受膏采取灵意的解读，相信耶稣直接为圣灵所膏。根据新约圣经的记载，拿撒勒的耶稣就是受膏者“弥赛亚”(约翰福音 1:41；使徒行传 9:22; 17:2–3；18:5，18:28）。福音书也记载了耶稣身体的受膏，是由一位匿名的妇女完成（有人认为是抹大拉的马利亚）；不过，这次受膏与出埃及记中描述的方式不同，而是出于爱的表示，为了预备耶稣的安葬。基督一词来自于希腊语Christos，意为“受膏者”。 

### 药用
新约圣经也记载，膏油用于治病、疗伤（马可福音 6:13; 雅各书 5:14)。有时死者的尸体也要涂油（马可福音 14:8; 路加福音 23:56）。

## 基督教的使用
在初期基督教中，病人接受抹油来治愈疾病：
雅各书 5:14–15
14 你们中间有病弱的么？他该请教会的长老来，在主的名里用油抹他，为他祷告。
15 信心的祈祷要救那病人，主必叫他起来；他若犯了罪，也必蒙赦免。
而天主教會及東正教會的病人傅油聖事維持了這個傳統。

### 基督教國王
歐洲君主加冕禮儀當中，受膏也是一個很重要的儀式。